# Nunwell
Nunwell – miejscowość Anglii, na wyspie Wight, w pobliżu Brading. Leży 10 km na wschód od miasta Newport i 117 km na południowy zachód od Londynu. Stoi tu pałac Nunwell House.